# Marcillac-la-Croisille

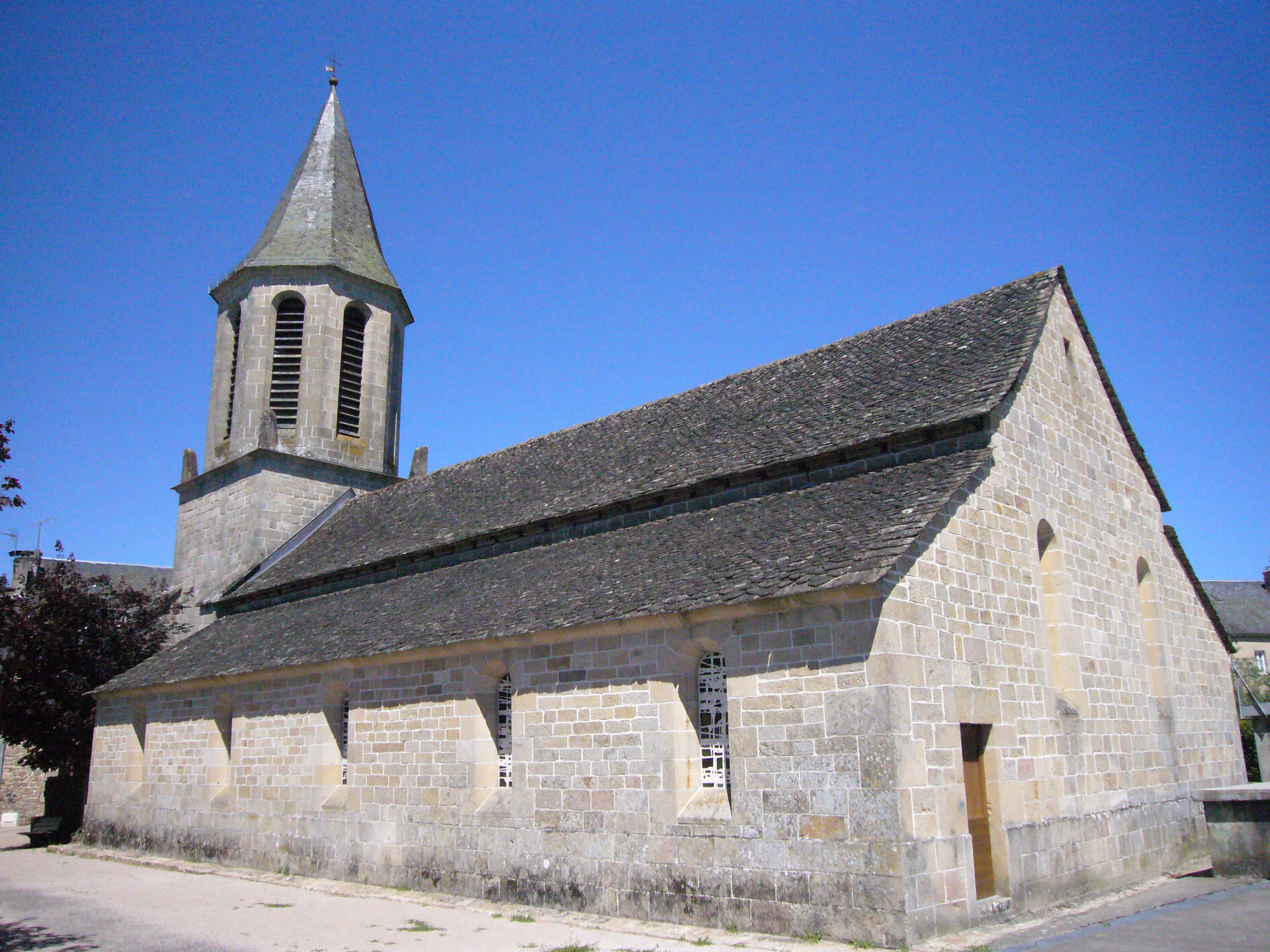
Kościół w Marcillac-la-Croisille, 2008

Marcillac-la-Croisille – miejscowość i gmina we Francji, w regionie Nowa Akwitania, w departamencie Corrèze.
Według danych na rok 1990 gminę zamieszkiwało 787 osób, a gęstość zaludnienia wynosiła 20 osób/km² (wśród 747 gmin Limousin Marcillac-la-Croisille plasuje się na 167. miejscu pod względem liczby ludności, natomiast pod względem powierzchni na miejscu 82.).